# Казанцев, Пётр Васильевич
Пётр Васильевич Казанцев — советский хозяйственный и политический деятель.

## Биография
Родился в 1911 году близ Козлова. Член КПСС.
В 1927—1932 гг. — слесарь депо, помощник машиниста в Центрально-Чернозёмной губернии.
В 1932—1938 гг. — секретарь комитета комсомола строящегося завода им. Медведева в Орле, секретарь комитета комсомола локомотивного депо станции Орёл.
В 1938—1939 гг. — начальник вокзала станции Орёл.
В 1939—1941 гг. — первый секретарь Железнодорожного райкома ВКП(б) города Орла.
В 1941—1943 гг. — начальник эшелона, директор детского дома в Магнитогорске.
В 1943—1976 гг. — начальник железнодорожного вокзала станции Орёл.
Делегат XXIV съезда КПСС.
Решением исполкома Орловского городского Совета народных депутатов от 26 июня 1977 г. П. В. Казанцеву за выдающиеся заслуги в восстановлении разрушенного фашистскими захватчиками вокзального хозяйства города Орла, развитие транспорта, активную общественно-политическую деятельность было присвоено звание «Почетный гражданин города Орла».
Умер в 1992 году в Орле.

## Награды
- Орден Ленина
- Орден Трудового Красного Знамени
- Орден Знак Почёта (дважды)